# باول إيفانز (شاعر)
باول إيفانز (بالإنجليزية: Paul Evans)‏ هو شاعر بريطاني، ولد في 1945، وتوفي في 1991.